# Бугры (Невельский район)
Бугры — деревня в Невельском районе Псковской области России. Входит в состав сельского поселения «Артёмовская волость».
Находится в 14 км к востоку от волостной деревни Борки на берегу реки Шестиха.

## Население
Численность населения деревни на конец 2000 года составляла 11 жителей.